# Estación de Villar de Barrio
Villar de Barrio (en gallego, y oficialmente según Adif, Vilar de Barrio) es una estación ferroviaria situada en el municipio español de Villar de Barrio en la provincia de Orense, comunidad autónoma de Galicia. La estación no dispone de servicios de viajeros desde el 23 de junio de 2013, con la supresión de los servicios de Media Distancia Orense - Puebla de Sanabria.

## Situación ferroviaria
La estación se encuentra en el punto kilométrico 203,281 de la línea férrea de ancho ibérico que une Zamora con La Coruña a 708 metros de altitud entre las estaciones de Alberguería-Prado y Baños de Molgas. El tramo es de vía única y está sin electrificar.

## Historia
La voluntad de unir Madrid, vía Medina del Campo con Vigo por el camino más corto posible es antigua y apareció plasmada en algunos anteproyectos como el de 1864. Sin embargo, el mismo  descartaba dicha posibilidad al considerar que suponía "dificultades enormísimas" que superaban incluso "los de la bajada del puerto de Pajares en el ferrocarril de Asturias". Es por ello, que la estación no fue inaugurada hasta el 1 de julio de 1957 con la puesta en marcha del tramo Orense – Puebla de Sanabria de la línea Zamora-La Coruña vía Orense. Su explotación inicial quedó a cargo de RENFE cuyo nacimiento se había producido en 1941. 
Desde el 31 de diciembre de 2004 Renfe Operadora explota la línea mientras que Adif es la titular de las instalaciones ferroviarias.
Abandonada durante muchos años la estación fue rehabilitada por el Inorde en 2010 dentro de su plan Estaciones.

## La estación
El edificio de viajeros es una estructura realizada en piedra. Posee dos pisos y una galería en la planta baja formada por cinco arcos. Cuenta con dos andenes laterales a los que acceden dos vías.

## Servicios ferroviarios
En la estación, realizaba parada un tren diario por sentido de Media Distancia, operado por Renfe y comercializado como MD, que conectaba las estaciones de Orense y Puebla de Sanabria y pertenecía a la línea 2 (Santiago de Compostela - Orense - Puebla de Sanabria) de la red de Media Distancia. Los servicios entre Orense y Puebla de Sanabria fueron suprimidos el 23 de junio de 2013, dentro de un plan de racionalización de servicios ferroviarios que acabó con la Obligación de Servicio Público. Desde esa fecha, la estación no dispone de servicio de viajeros.